# Theseustempel

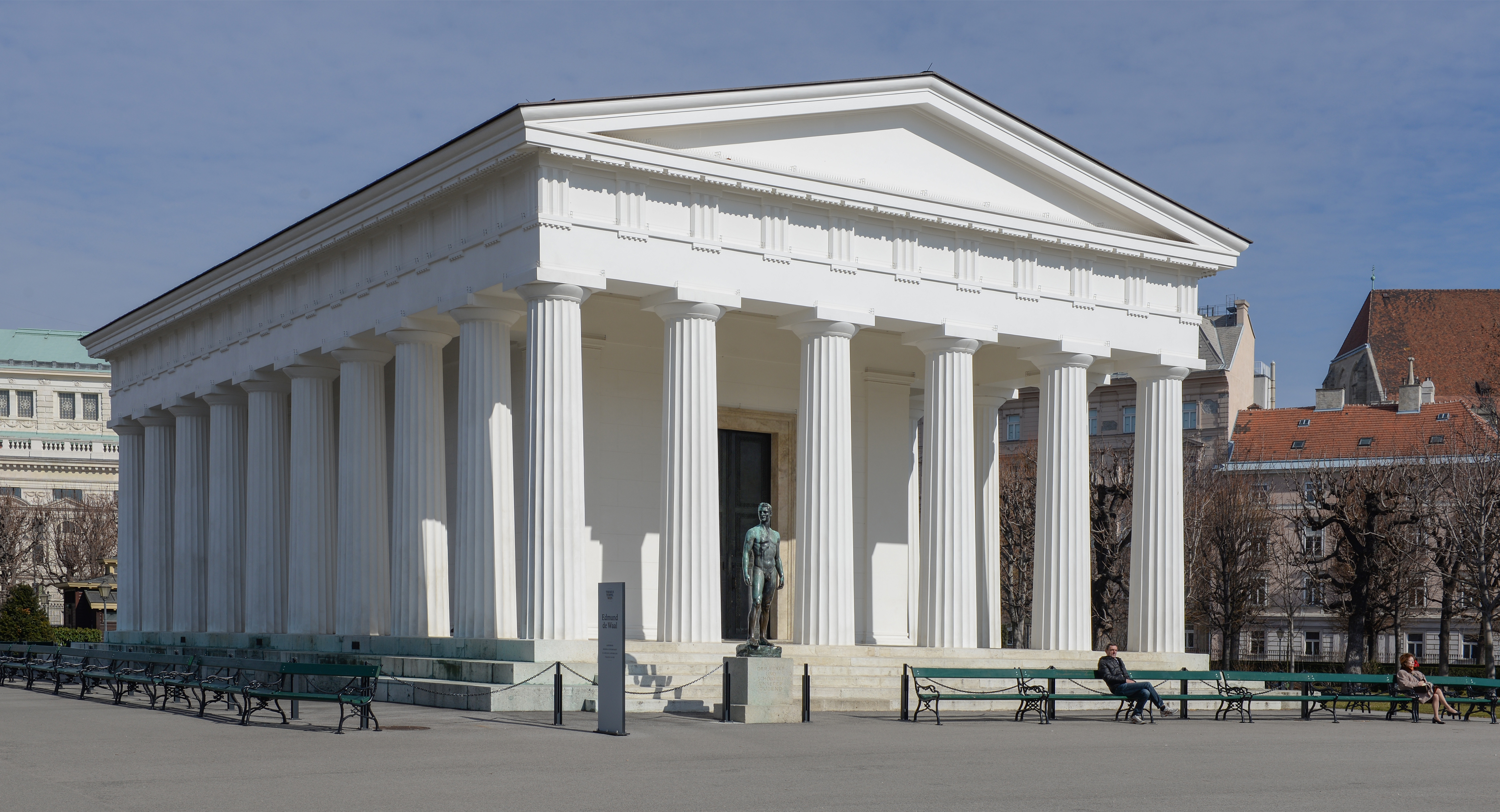
Theseustempel em 2015, após restauração.

Theseustempel é um edifício de Viena projetado em imitação do Templo de Hefesto em Atenas.

## História
A história do templo está relacionada com a grande escultura do Teseu e o Centauro, obra de Antonio Canova, na qual o artista começara a trabalhar em 1804 em nome de Napoleão Bonaparte. Com a queda de Napoleão, a escultura ficou encarregue do imperador Francisco I da Áustria, que contratou o arquiteto Pietro Nobile para realizar uma estrutura digna da obra.
A construção teve início em 1819 e terminou em 1822. Pietro Nobile planeou um edifício neogrego, constituído por um templo períptero, com seis colunas dóricas na fachada da frente e treze em cada lado.
A escultura de Canova foi transferida para o Museu de História da Arte em Viena em finais do século XIX.
O edifício foi completamente renovado entre 2008 e 2010, no qual retornou à cor branca original.